# Väinö Linna
Väinö Linna (pronunciaçãoⓘ) (20 de dezembro de 1920 – 21 de abril de 1992) foi um dos mais influentes autores finlandeses do século XX. Ele seguiu direto para a fama literária com seu terceiro romance, Tuntematon sotilas, publicado em 1954, e consolidado sua posição com a trilogia Täällä Pohjantähden alla, publicada em 1959 – 1963.

## Trabalhos
- (1947) Päämäärä
- (1948) Musta rakkaus
- (1949–53) Messias, (inacabado)
- (1954) Tuntematon sotilas
- (1959–63) Täällä Pohjantähden alla I–III
- (1967) Oheisia
- (1990) Murroksia
- (2000) Sotaromaani, versão sem censuras de Tuntematon sotilas